# Mark Barham
Mark Francis Barham (Folkestone, 12 luglio 1962) è un ex calciatore inglese, di ruolo centrocampista.

## Carriera

### Club
Arriva al Norwich City nel 1978, esordendovi in prima squadra due anni più tardi, nel 1980, dopo aver vinto la South East Counties League nella stagione 1979-1980 con la squadra riserve. Nel suo primo anno la squadra retrocede nella seconda serie inglese, risalendo però in massima serie dopo una sola stagione. Nella stagione 1984-1985 vince la Coppa di Lega inglese; nella medesima stagione la squadra retrocede dopo quattro anni in seconda divisione, che vince nella stagione 1985-1986. Barham lascia il Norwich City nell'estate del 1987, dopo complessive 177 presenze e 23 gol in campionato, e 213 presenze e 25 gol considerando tutte le competizioni. Nella stagione 1987-1988 veste la maglia dell'Huddersfield Town, con cui segna una rete in 27 presenze in seconda serie, con la sua squadra che arriva ultima in classifica.
Inizia la stagione 1988-1989 al Middlesbrough, con cui disputa 4 partite in massima serie, per poi dopo aver subito un grave infortunio al ginocchio terminare la stagione nelle serie minori con la maglia dell'Hylte Town. Nella stagione 1989-1990 viene tesserato dal Template:Calcio West Bromwich Albion, club di seconda divisione, con la cui maglia disputa 4 partite di campionato; sempre nello stesso anno passa al Brighton&Hove, altra formazione di seconda serie, con cui milita anche nella stagione 1990-1991 (nella quale disputa inoltre i play-off per la promozione in massima serie) e nella stagione 1991-1992, terminata al penultimo posto in classifica con conseguente retrocessione in terza serie. Nell'arco di due stagioni e mezza con il Brighton&Hove Barham segna 8 reti in 73 presenze in seconda serie. Nel 1992 segna una rete in 8 presenze nella quarta serie inglese con la maglia dello Shrewsbury Town, per poi trasferirsi ad Hong Kong nel Kitchee.
Nel 1993 torna in Inghilterra, dove anche a causa di vari problemi fisici (nel corso della carriera ha infatti subito circa 20 operazioni alle ginocchia) continua a giocare per altri cinque anni esclusivamente in squadre semiprofessionistiche (Sittingbourne, Southwick, Fakenham Town, dove ricopre anche il ruolo di allenatore, ed infine Mulbarton).

### Nazionale
Ha esordito in nazionale il 12 giugno 1983 in una partita amichevole pareggiata per 0-0 a Sydney contro l'Australia; ha giocato la sua seconda (ed ultima) partita in Nazionale 3 giorni più tardi, in un'altra partita amichevole contro l'Australia, vinta per 1-0 a Brisbane.

## Palmarès

### Club

#### Competizioni nazionali
- Coppa di Lega inglese: 1

Norwich City: 1984-1985
- Football League Championship: 1

Norwich City: 1985-1986

#### Competizioni regionali
- South East Counties League: 1

Norwich City: 1979-1980